# Nico Williams (artiste)
Pour les articles homonymes, voir Nico Williams et Williams.
Nico Williams (anishinaabemowin ᐅᑌᒥᐣ), né en 1989, est un artiste contemporain multidisciplinaire de la Première nation Aamjiwnaang (Anishinaabe),. Basé à (Tiohtià:ke) Montréal, au Québec, il est particulièrement reconnu pour sa pratique de perlage sculptural. Il est considéré par le magazine américain Artsy comme l'un des six artistes autochtones émergents les plus prometteurs au monde.

## Biographie

### Jeunesse et formation
Nico Williams nait dans la communauté d’Aamjiwnaang, près de Sarnia en Ontario. À 16 ans, il quitte sa communauté pour poursuivre des études d'art, notamment au Bealart Secondary School Fine Art Program, à l'Université de l'École d'art et de design de l'Ontario ainsi que l'Université Concordia.

### Pratique artistique
Sa pratique multidisciplinaire, souvent collaborative, est centrée sur le perlage sculptural. Celle-ci allie les techniques et matériaux modernes aux pratiques ancestrales en remettant en questions les héritages coloniaux. Nico Williams est actif au sein de la communauté artistique urbaine autochtone de Montréal et membre de l'équipe de recherche Contemporary Geometric Beadwork. Son studio de travail est situé dans le quartier Hochelaga-Maisonneuve, à Montréal, qu'il a pu ouvrir en 2021 à la suite de l'obtention de la bourse Claudine et Stephen Bronfman. Nico Williams a donné des ateliers au Massachusetts Institute of Technology, au Musée McCord Stewart, à Relations Couronne-Autochtones et Affaires du Nord Canada et à l'Université de Toronto.

## Prix et nominations
- 2019 : The Fluevog Artist Grant[7]
- 2020 : Concordia University Award: Indigenous Grad Scholarship
- 2021 : bourse Claudine et Stéphane Bronfman[3]
- 2024 : Prix artistique Sobey pour les arts[8]

## Expositions

### Solo
- 2017 : Spirit Transformations, Ojibwe Culture Foundation, M'Chigeeng, Manitoulin Island
- 2018 : Nico Williams: Artiste en résidence, Atelier Circulaire, Tiohtiá:ke/Montréal, Québec [9].
- 2018 : Mnidnoominehnsuk, Ashukan, Festival présence autochtone, Tiohtiá:ke/Montréal, Québec[10]
- 2021 : Chi-Miigwech, Wil Aballe Art Projects, Vancouver, Colombie-Britannique[11]
- 2021 : Chi-Miigwech, Gallerie Never Apart, Tiohtiá:ke/Montréal, Québec[12].
- 2021 : La machine qui enseignait des airs aux oiseaux, Musée d'art contemporain à Tiohtiá:ke/Montréal, Québec[13].
- 2022 : Trespassing, Maison de la culture Maisonneuve, Tiohtái:ke / Montréal, Québec[14]
- 2023 : Biskaabiiyang | Returning to Ourselves, NAAG. Sarnia, Ontario[15]
- 2023 : Ataason, Ils Emmagasinent, They Store it, Blouin-Division Gallery, Tiohtiá:ke/Montréal, Québec [16].
- 2024 : Home slice, Ojibwe Culture Foundation, M'Chigeeng, Manitoulin Island [17].